# Lasiocampoidea
Lasiocampoidea zijn een superfamilie van vlinders (Lepidoptera). Deze superfamilie is voor het eerst wetenschappelijk beschreven door Thaddeus William Harris in een publicatie uit 1841.
Deze superfamilie bestaat uit één familie namelijk de Lasiocampidae, de Spinners.